# Віктор Дармай
Віктор Дармай (угор. Viczmándy Győző; 2 грудня 1850, Сторожниця (Дарма), Україна — 28 березня 1878, Кузміце, Словаччина) — угорський поет, письменник, журналіст і редактор газет.

## Біографія
Дитинство провів у Кузміце, де його батько був державним землевласником; він закінчив середню школу в Шаторальяуйхеї. З сімнадцяти років надсилав свої літературні твори добудапештських видань, де-які опублікували. Був адвокатом у Пряшові та Будапешті; але відчував схильність до письменницької кар'єри, познайомився з молодими столичними письменниками та жив своїми літературними уподобаннями: на нього справив великий вплив Міклош Семере, якому у юнацтві показував свої поетичні вірші; він заохотив його писати поезію.
У своїй поезії згадував про малу батьківщину Закарпаття.

## Доробок
- Felhők és csillagok. Költemények. Budapest, év n. (Ism. Figyelő 1872. 2. kiadás. U. ott, 1877.)
- Ujabb költemények. U. ott, 1877. (Ism. Ellenőr 95. sz. Egyetértés 95. 97. sz. Szemere Miklós. 2. kiadás. U. ott, 1879.)